# Боевой конь (фильм)
«Боево́й конь» (англ. War Horse) — военная драма режиссёра Стивена Спилберга по одноимённому роману Майкла Морпурго, впервые опубликованному в Великобритании в 1982 году, и пьесе, поставленной в 2007 году. Американская премьера состоялась на Рождество 2011 года, российская — 26 января 2012 года.

## Сюжет
1912 год. В английском графстве Девон мальчик Альберт Нарракотт видит роды чистокровной верховой лошади и в дальнейшем с восхищением наблюдает, как жеребёнок растёт, бегая по полям рядом с матерью. Тед, отец Альберта, пытается купить подросшего жеребчика на аукционе, хотя друг рекомендует ему обратить внимание на более подходящую для работы на ферме лошадь. Желание победить своего лендлорда, который также принимает участие в аукционе, и постоять за свою честь заставляет Теда поднимать цену за коня всё выше и выше. Купив жеребца за огромную сумму (30 гиней), Тед не может заплатить аренду, и лендлорд Лайонс грозит в случае неуплаты до осени забрать ферму. Тед обещает уложиться в установленный срок, говоря, что сможет вспахать необработанное каменистое поле и посеять турнепс.
Альберт целыми днями тренирует коня, которому дал кличку Джоуи. Его лучший друг, Эндрю Итон, наблюдает, как Альберт учит лошадь выполнять различные команды — например, подходить к хозяину, когда тот ухает совой.
Тед, у которого после ранения во время англо-бурской войны болит нога, часто прикладывается к фляжке, которую всегда носит с собой. Его жена Роуз, мать Альберта, показывает сыну медали, которые Нарракотт-старший получил во время службы сержантом в Африке. Будучи тяжело ранен, Тед геройски проявил себя на поле боя и был награждён медалью «За выдающиеся заслуги» (англ. Distinguished Conduct Medal). Роуз даёт сыну вымпел отцова полка, пояснив, что отец не гордится своими военными доблестями — когда-то он выбросил и знамя, и все медали, но мать тайком забрала их и сохранила.
Альберт приучает Джоуи тянуть плуг и, к удивлению всех соседей, пророчащих провал, подготавливает каменистое поле к посадке турнепса. Однако через некоторое время ливневый дождь смывает посевы.
Начинается Первая мировая война, и Тед, чтобы заплатить ренту, тайком от сына отводит коня на продажу. Его покупает капитан кавалерии Николлс — офицер из проходившего через деревню полка. Когда сделка уже заключена, прибегает Альберт и просит военного не забирать Джоуи. Капитан успокаивает мальчика, обещая, что будет заботиться о коне, а после войны, если повезёт, доставит его домой. Альберт пытается записаться в армию, но не проходит по возрасту. Перед тем как Николлс уезжает вместе с Джоуи, Альберт подвязывает к узде коня отцовский флаг.
Капитан Николлс обучает Джоуи необходимым на войне навыкам. В конюшнях полка Джоуи знакомится с Топторном, вороным конём командира полка майора Стюарта, и вскоре к нему привязывается. Через несколько недель их полк отправляется во Францию. Вскоре после прибытия на континент и вступления в боевые действия полк Николлса атакует незащищённый лагерь немцев, но те отступают в лес, где встречают кавалеристов огнём пулемётов. Николлс и его соратники погибают, а немцы забирают лошадей в качестве трофеев.
Джоуи вместе с Топторном оказываются в упряжке санитарного фургона, которым управляют два немецких солдата — Гюнтер и его 14-летний брат Михаэль. Гюнтер отдаёт найденный флаг брату, который был зачислен в армию, несмотря на юный возраст, и просит его бежать. Михаэль не слушается, и Гюнтер верхом на Джоуи берёт Топторна, догоняет колонну, находит брата и похищает его. Подростки собираются бежать в Италию, однако ночью немцы находят прячущихся на мельнице дезертиров и расстреливают их.
После этого маленькая девочка Эмили, живущая на ферме со своим дедом, находит на мельнице двух лошадей. Она страдает болезнью, от которой кости становятся хрупкими, и дед, боясь, что внучка упадёт, не разрешает девочке ездить верхом. Когда приходят немецкие солдаты и забирают все припасы, Эмили прячет коней в своей спальне. Дед дарит внучке на день рождения седло и разрешает прокатиться на Джоуи. Через несколько минут после выезда немецкие солдаты замечают всадницу и отбирают коней. Дед оставляет флаг Альберта у себя.
Джоуи и Топторна заставляют тянуть пушки. У них на глазах кони, выполняющие эту работу, умирают один за другим. Однако за ними двоими присматривает немецкий солдат Фридрих, любящий лошадей и старающийся облегчить их долю.
Тем временем наступает 1918 год. Альберт, наконец попавший на фронт, участвует в Стодневном наступлении вместе со своим другом Эндрю Итоном. Чудом оставшись невредимым под вражескими пулями, Альберт уничтожает пулемётное гнездо, которое не давало подняться британским войскам. Британцы захватывают траншею, но там их поджидает газовая ловушка, в которой погибает Эндрю, а сам Альберт временно лишается зрения.
Примерно в тот же день надорвавшийся Топторн, который к тому же незадолго до того покалечил ногу, умирает. В это же время происходит неожиданное нападение англичан, и отступающие немцы уводят с собой и Фридриха. На Джоуи, не покинувшего бездыханного тела Топторна,  надвигается британский «Mark IV», который загоняет его в тупик из колючей проволоки. Неповоротливая машина едва не задавила жеребца, но ему удалось бежать.
Обезумевший от страха Джоуи мечется по полю битвы и ночью опять оказывается в тенётах колючей проволоки между линиями траншей. После боя наступает тишина. Англичане замечают коня на поле, и капрал Колин вопреки приказам поднимает белый флаг и идет спасать лошадь. На месте капрал и немец, неожиданно захотевший помочь, вместе освобождают Джоуи. После небольшого спора, выиграв жребий, капрал уводит коня к себе в лагерь. Фронтовой доктор, увидев израненное животное, приказывает оказавшемуся рядом сержанту пристрелить его, не веря в то, что коня можно спасти. Так выходит, что в то же время Альберт узнаёт от медсестры, что в лагерь привели «чудо-коня», выжившего на полосе земли между двумя фронтами. И когда сержант приставляет дуло пистолета к голове коня, раздаётся совиный крик — тот самый звук, на который Джоуи учили откликаться шесть лет назад. Конь поднимает голову, мешая казни. Сержант вновь приставляет пистолет — но уханье раздаётся опять, и бойцы расступаются, давая дорогу Альберту, идущему на ощупь к коню. Альберт вновь издает уханье, и Джоуи бежит к своему старому другу. Альберт доказывает, что конь — его, указав приметы, до того скрытые под грязью, и врач обещает сделать всё, чтобы спасти лошадь.
Война заканчивается. Парень выздоравливает, к нему возвращается зрение. Но коня, как собственность армии (домой, в Англию, доставляют только офицерских коней), выставляют на аукцион. Солдаты и офицеры собирают деньги, чтобы выкупить Джоуи, однако на торгах местный мясник поднимает ставку до тридцати фунтов — это больше всей суммы, собранной товарищами Альберта. Казалось бы, конь обречен — он достанется мяснику… Но тут появляется дедушка Эмили и заявляет, что платит сто фунтов, а если и этого не хватит, то он готов продать пальто. Если и тогда денег будет недостаточно, он продаст ферму и заплатит тысячу фунтов. Конь достается ему, и старик собирается увести покупку. Альберт догоняет его и просит отдать Джоуи, но старик объясняет, что его внучка умерла и он два дня шёл пешком, чтобы достать «чудо-коня» ради памяти о ней.
Однако, увидев, что конь хочет остаться с Альбертом, старик достаёт потрёпанный штандарт и спрашивает Альберта, что это такое. Альберт сразу узнаёт флаг, и старик, убедившись, что конь принадлежит юноше по праву, отдаёт Джоуи вместе с флагом, не беря ничего взамен. Джоуи вместе с хозяином возвращаются домой, к родителям Альберта, который отдаёт флаг отцу. Тот крепко пожимает руку возмужавшему и, как и он, прошедшему войну сыну.

## В ролях
- Джереми Ирвин — Альберт Нарракотт
- Эмили Уотсон — Роуз Нарракотт
- Питер Маллан — Тед Нарракотт
- Дэвид Тьюлис — Лайонс
- Бенедикт Камбербэтч — майор Джейми Стюарт
- Джефф Белл — сержант Сэм Перкинс
- Том Хиддлстон — капитан Джим Николлс
- Патрик Кеннеди — лейтенант Уэверли
- Селин Бакенс — Эмили
- Нильс Ареструп — дед Эмили
- Давид Кросс — Гюнтер
- Райнер Бок — Брандт
- Николас Бро — Фридрих
- Роберт Эммс — Дэвид Лайонс

## Первоисточник

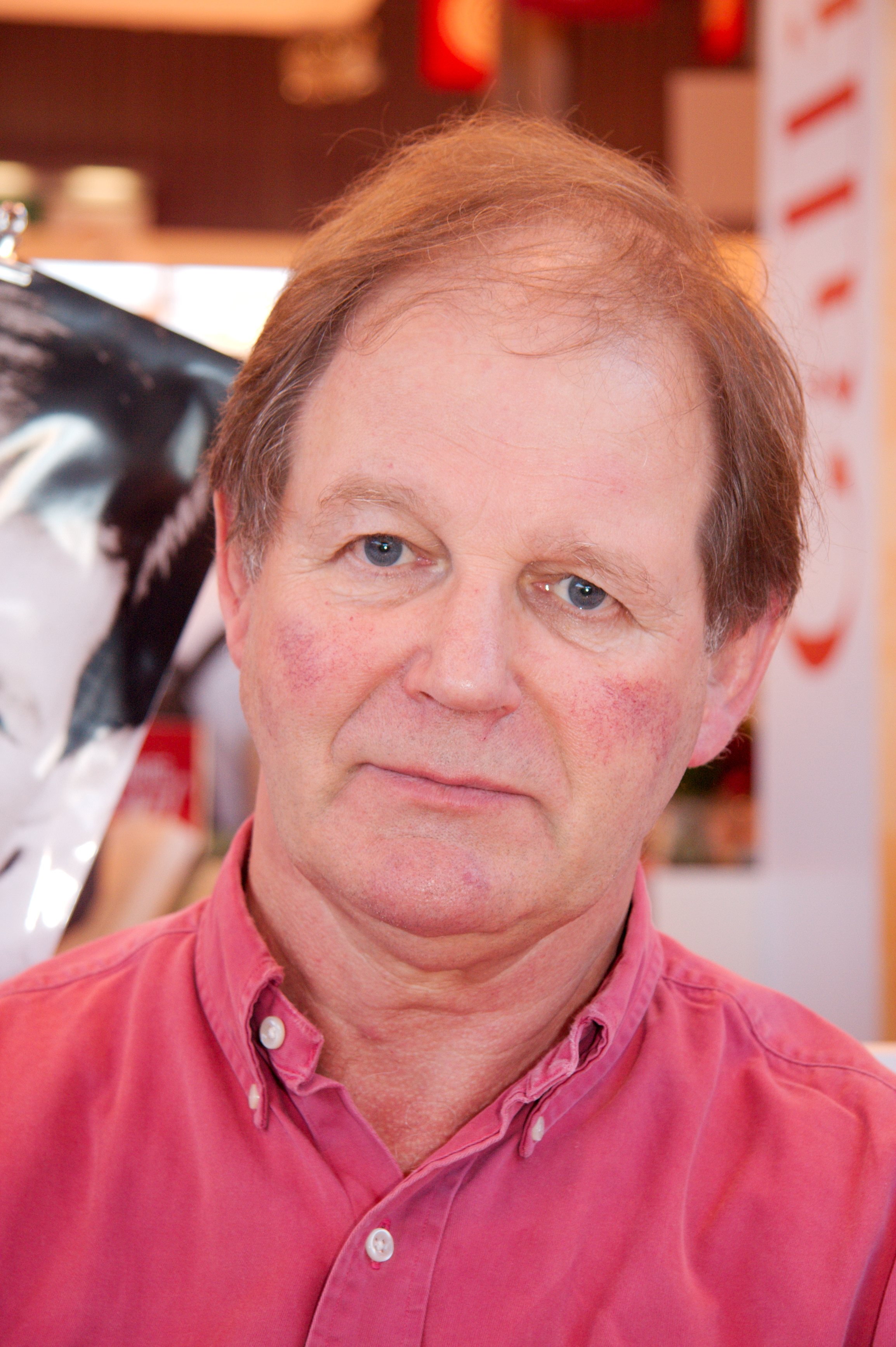
Автор романа «Боевой конь» Майкл Морпурго

Майкл Морпурго написал роман для детей под названием «Боевой конь» в 1982 году после встречи с ветеранами Первой мировой войны в деревне Иддесли (графство Девон), в которой он жил. Один из ветеранов, капитан Баджетт, служил в кавалерийском полку. Он рассказал Майклу о том, что доверял своему коню все свои надежды и опасения. Вместе с другим ветераном, который служил в королевской конной дивизии, он рассказал об ужасных условиях во время войны, о смерти людей и животных. Третий ветеран вспомнил, как армия пришла в деревню, чтобы купить лошадей, которых после использовали в бою, а также для перевозки пушек и санитарных повозок. Морпурго продолжил исследовать данный вопрос и обнаружил, что в период войны погибло миллион лошадей только с британской стороны, а всего около десяти миллионов. Из миллиона лошадей британской армии, принимавших участие в войне на территории других стран, вернулось лишь 62 000. Остальные умерли или были пущены во Франции на мясо. Война неизгладимо отразилась на мужском населении Великобритании: умерло 886 000 мужчин, то есть один из восьми ушедших на фронт, и 2 % всего населения страны.
Однажды Морпурго увидел, как на территории принадлежащей ему благотворительной организации «Фермы городским детям» (англ. Farms for City Children) заикающийся мальчик хорошо разговаривает с конём. Тогда писатель решил рассказать историю лошади и её отношений с людьми, которых она встретила до начала и в период войны: молодого фермера из Девона, офицера британской кавалерии, немецкого солдата и старого француза с внучкой.
Автор хотел экранизировать своё произведение и в течение пяти лет работал с Саймоном Ченнинг-Уильямсом, но был вынужден отказаться от этой идеи. В 2007 году Ник Стэффорд успешно поставил спектакль на основе романа. В театре история не могла быть изложена только от лица лошади, поэтому повествование немного отличалось от предложенного в книге. Такая же ситуация наблюдалась и в сценарии к фильму.

## Дальнейшее развитие
В период с 2006 по 2009 год Морпурго, Ли Холл и Рэвел Гест работали над сценарием на основе книги. Из-за недостатка финансов компания, которая собиралась снимать картину, не выкупила у Морпурго права, к тому же все работали без зарплаты, на энтузиазме. В 2009 году продюсер Кэтлин Кеннеди вместе с мужем, продюсером Френком Маршаллом, и двумя дочерьми посмотрела в одном из театров Вест-Энда постановку пьесы «Боевой конь». Спектакль произвёл на них большое впечатление, и Маршалл удивился, почему никто не приобрел права на экранизацию произведения. Вскоре о пьесе услышал Стивен Спилберг, которого проинформировали коллеги, в том числе Кэтлин Кеннеди, с которой он работал в Amblin Entertainment. После переговоров с Рэвелом Гестом 16 декабря 2009 года компания DreamWorks купила права на экранизацию. Сам Спилберг прокомментировал это следующим образом: «Сразу после прочтения романа Майкла Морпурго я понял, что хочу, чтобы DreamWorks сняла по нему фильм. Его суть и идея формируют историю, которую прочувствуют в любой стране». 1 февраля 2010 года режиссёр посмотрел постановку и после встретился с некоторыми актёрами, принимавшими в ней участие. Спилберг признал, что плакал после представления.
Холл прокомментировал, что через неделю после того, как сценарий был написан, Спилберг проявил интерес, ознакомился с ним и в течение двух недель принял решение, что будет снимать фильм. По словам Холла, такие события случаются в мире киноиндустрии очень редко.
Ричарду Кёртису было поручено переделать сценарий. Поначалу он отнесся к этому отрицательно, но после встречи со Спилбергом изменил свою точку зрения. Кёртис сказал, что сценарий был ближе к книге, чем постановка в театре, и что наличие постановки придало ему храбрости для создания собственной адаптации романа. За три месяца Кёртис, тесно сотрудничая со Спилбергом, написал более 13 черновых вариантов сценария.
Сначала Спилберг собирался выступить в качестве продюсера «Боевого коня», но 3 мая 2010 года стало известно, что он станет режиссёром фильма. Список актёров был объявлен 17 июня 2010 года. Актёр Питер Маллан на кинофестивале «Трайбека» в апреле 2011 года сказал, что принял участие в фильме не только потому, что его снимал Спилберг, но и потому, что сценарий показался ему великолепным .

## Критика
Фильм получил в основном положительные отзывы. На сайте Rotten Tomatoes фильм имеет рейтинг 75 %, и 180 положительных рецензий из 241.
Поставив фильму оценку «A-», Лиза Шварцбаум из Entertainment Weekly написала: «В то время как книга продвигается вперед благодаря простоте своих предложений, а пьеса гремит зрелищем своего сценического мастерства, Спилберг мастерски использует свет, тень и пейзаж во имя мира». Рекс Рид из The New York Observer дал фильму 4 звезды из 4 и сказал: «Это классика Спилберга, которую нельзя пропустить, достигшая истинного совершенства, величайшего триумфа этого или любого другого года». Роджер Эберт дал фильму 3,5 звезды из 4, заявив, что он содержит «безусловно, одни из лучших кадров, которые когда-либо снимал Спилберг», добавив, что «фильм сделан с превосходным мастерством». Тай Берр из The Boston Globe сказал, что фильм представляет собой произведение «откровенного голливудского классицизма, которое восходит к мастерству и сентиментальности Джона Форда и других легенд студийной эпохи», и дал ему 3 балла из 4.

## Награды и номинации
- 2012 — 6 номинаций на премию «Оскар»: лучший фильм (Стивен Спилберг, Кэтлин Кеннеди), лучшая музыка к фильму (Джон Уильямс), лучшая операторская работа (Януш Камински), лучшая работа художника—постановщика (Ли Сандалес, Рик Картер), лучший звук (Гэри Райдстром, Энди Нельсон, Том Джонсон, Стюарт Уилсон), лучший звуковой монтаж (Ричард Химнс, Гэри Райдстром)
- 2012 — 2 номинации на премию «Золотой глобус»: лучший фильм — драма, лучшая музыка к фильму (Джон Уильямс)
- 2012 — 5 номинаций на премию BAFTA: лучшая музыка к фильму (Джон Уильямс), лучшая операторская работа (Януш Камински), лучшие визуальные эффекты (Бен Моррис, Нил Корбулд), лучшая работа художника—постановщика (Рик Картер, Ли Сандалес), лучший звук (Стюарт Уилсон, Гэри Райдстром, Энди Нельсон, Том Джонсон, Ричард Химнс)
- 2012 — 2 номинации на премию «Сатурн»: лучший приключенческий фильм, боевик или триллер, лучшая музыка к фильму (Джон Уильямс).
- 2011 — премия «Спутник» за лучшую операторскую работу (Януш Камински), а также 7 номинаций: лучший фильм, лучший режиссёр (Стивен Спилберг), лучший адаптированный сценарий (Ли Холл, Ричард Кёртис), лучшая музыка к фильму (Джон Уильямс), лучшие визуальные эффекты (Бен Моррис), лучший монтаж (Майкл Кан), лучший звук (Энди Нельсон, Гэри Райдстром, Ричард Химнс, Стюарт Уилсон, Том Джонсон)
- 2011 — попадание в десятку лучших фильмов года по версии Национального совета кинокритиков США

### Комментарии
1. ↑  Distributed by Walt Disney Studios Motion Pictures through the Touchstone Pictures banner.[2][3]